# La notte dell'incrocio
La notte dell'incrocio (La Nuit du carrefour) è un film del 1932 diretto da Jean Renoir.

## Trama
Goldberg, un gioielliere olandese, viene ritrovato assassinato nell'automobile dell'agente di assicurazioni Michonnet. La vettura era stata nascosta nell'autorimessa dei vicini di casa, due fratelli danesi, Carl e Else Andersen. I personaggi coinvolti abitano nel crocevia d'Avrainville.
Il commissario Maigret, a cui è affidata l'indagine, mette le case del crocevia sotto sorveglianza. Malgrado questa precauzione, la vedova del gioielliere viene anch'essa assassinata, Carl è gravemente ferito e Else è vittima di un tentativo di avvelenamento.
Maigret scoprirà alla fine che tutti sono coinvolti in un traffico di droga e gioielli.

## Produzione
Il film fu prodotto da Europa Films e distribuito da Comptoir Français Cinématographique.

### Soggetto
La pellicola è tratta dal romanzo Il mistero del crocevia dello scrittore belga Georges Simenon che ha collaborato alla sceneggiatura.

### Il regista e il libro
Nel libro delle sue memorie Renoir illustra ciò che si prefiggeva in questa trasposizione cinematografica del romanzo di Simenon:
«... la mia ambizione consisteva nel rendere con le immagini il mistero di quella storia... E intendevo far prevalere l'atmosfera all'intrigo. Il libro di Simenon evoca magnificamente il grigiore di questo incrocio a cinquanta chilometri da Parigi. Non credo che esista sulla terra un angolo più deprimente. Quelle case sperdute in un oceano di nebbia, pioggia e fango descritte dallo scrittore avrebbero potute essere state dipinte da Vlaminck. Il mio entusiasmo per quell'atmosfera era ancora una volta riuscito a farmi dimenticare le mie convinzioni sul pericolo di trarre un film da un'opera letteraria...»

### Georges Simenon racconta
Lo scrittore rievoca così il suo primo incontro con il regista:
«... Arrivò di corsa su una Bugatti rossa. Frenò rumorosamente. L'uomo, pressappoco mio coetaneo, saltò a terra... aveva un viso angelico... e mi baciò su entrambe le guance...- Simenon, finalmente!... I diritti de La nuit du carrefour sono liberi?-»
Ottenuta una risposta positiva Renoir offrì cinquantamila franchi per l'acquisto dei diritti: per Simenon si trattava del suo primo libro, con protagonista il commissario Maigret, ad essere trasferito sullo schermo. Nacque fra i due artisti una lunga amicizia e, in altri scritti, Simenon sottolinea la fermezza di Renoir nel cercare di realizzare il proprio lavoro così come l'aveva ideato e la sua assoluta mancanza di convenzionalità.

### Riprese
Le riprese avvennero nel gennaio-marzo 1932; gli interni negli studi di Billancourt, gli esterni, a 32 chilometri a nord da Parigi, ad un crocevia chiamato La Croix Vert fra le strade n.1 e n. 309, nella zona di Bouffémont, foresta di Montmorency, una quindicina di chilometri oltre Saint-Denis. Il luogo originale indicato nel romanzo si trovava a sud di Parigi ed era chiamato Carrefour des Trois Veuves: Renoir l'aveva visitato ma non l'aveva trovato adatto.

### Lacasa dell'incrocio
Jean Renoir pubblicherà, nell'aprile 1960, su Cahiers du Cinéma, n. 106, un articolo in ricordo dell'amico Jacques Becker appena scomparso, che in questo film fu aiuto regista e direttore di produzione. In esso descrive con vivacità e nostalgia il loro modo di vivere durante la lavorazione del film:
«Rivedo le nostre corse nella notte, in vecchie bagnarole impossibili, a folle andatura. Si trattava di trovare un rotolo di pellicola per Lucien […] oppure mancava un accessorio indispensabile al ruolo di Gehret […]. Quando la pioggia ci inzuppava al punto da paralizzare i nostri movimenti, o la stanchezza ci faceva trascinare le gambe tornavamo alla casa dell'incrocio. L'avevamo scoperta a causa di una foratura. Gli pneumatici giocano un grande ruolo nel romanzo di Simenon, e quell'incidente ci era sembrato un segno del destino. Nella casa dell'incrocio vivevamo deliziose ore d'intimità. Ci stringevamo attorno alla stufa rovente. I corpi si ammucchiavano su materassi stesi per terra. Una ragazza preparava il vino caldo. Talvolta fumavamo come cavalli dopo una corsa. Improvvisamente ci alzavamo e ci precipitavamo fuori. Non bisognava riprendere quel piano della strada prima che facesse giorno?»

## Accoglienza
Jean Mitry dichiarò in un'intervista a Christopher Faulkner che aveva perso due bobine alla fine delle riprese e il montaggio dovette essere fatto senza di esse. Forse per questo il film apparve oscuro, di difficile decifrazione e frammentario e non ebbe successo.

### Critica
Jean Luc Godard rivaluta il film:
«Abbiamo paura di fronte a questo film strano e poetico [...] I colpi di fucile che squarciano la notte, il ronzio di una Bugatti lanciata all'inseguimento dei trafficanti,[...] l'aria sbigottita, stramba o sordida degli abitanti della frazione sperduta sulla strada statale, l'accento inglese di Winna Winfried e il suo erotismo desueto di russa morfinomane e filosofeggiante, l'occhio da falco pigro di Pierre Renoir, l'odore di pioggia e dei campi immersi nella bruma, ogni dettaglio ad ogni secondo di ciascuno dei suoi piani fa de La notte dell'incrocio l'unico grande film poliziesco francese, che dico, il più grande film francese di avventura»
Daniele Dottorini:
«Il mistero del film sta nel fatto che il movimento renoiriano si concentra sullo sguardo della macchina da presa che sembra disinteressarsi dell'intreccio per mettere in scena uno spazio come mistero, come luogo che il cinema mostra e rende esperienza sensoriale. Erranza dello sguardo, dunque, quella di un film che ci permette di guardare con gli occhi di un uccello notturno»